# 真・女神転生 NINE
『真・女神転生 NINE』（しん・めがみてんせい ナイン）は、アトラスより2002年12月5日に発売されたXbox用ゲームソフト。

## 概要
「NINE」とは9番目という意味ではなく、キャラクターの持つ「LAW（秩序）- NEUTRAL（中庸）- CHAOS（混沌）」と「LIGHT（開放的・公正）- NEUTRAL - DARK（破壊的・邪悪）」という二種類の属性によって表現される3×3のマトリクス（行列）の数を表している。
『真・女神転生シリーズ』の外伝的な位置付けであるが、時系列は『真・女神転生』と『真・女神転生II』の間となっている。なお、操作画面は今までの擬似3Dダンジョンからフルポリゴンに変更されている。
2003年10月23日にはプラチナコレクションとして発売された。

## ストーリー
202X年、東京。ICBMの惨禍を辛うじて生き延びた人々は、地下都市で生活を送っていた。その苦しい現実からの逃避のため、人々は中央管理局の用意した1990年代の東京を再現した仮想空間「イデアスペース」へとダイブ（精神体の移動）をすることで、在りし日の日常生活体験にのめり込んでいった。
ここでは時々「ノイズ」と呼ばれる悪魔の姿をしたバグが発生し、利用者に危害を加えることもある。仮想空間といっても死亡もしくは重傷を負うと、ドール化という植物人間状態になるため、中央管理局はノイズの除去や治安維持を行う「デバッカー」と呼ばれる部隊を結成して対策に乗り出し、ケイもノイズに襲われた事件をきっかけに採用される。治安維持のためにさまざまな事件に遭遇するが、とある事件にてダイブした別空間にて、ノイズなどの悪魔の姿をした者はプログラム上の架空存在ではないと知らされる。それは、中央管理局の主張とは大きく異なる内容だった。
別空間から戻ってきたケイたちを待ち受けていたのは、自分たちの身体が地下都市ではなく海上都市にあると口をそろえる市民と、理由も告げずにケイたち一行の始末を試みる中央管理局だった。そしてケイたちは、別空間で過ごした短期間が現実空間では10年に相当していたことおよび、その間に洪水で地上が沈んだため海上都市が本当に建設されていたこと、そしてケイたちの本体は海底の潜水艦に移されており大洪水から逃れた事実を知る。
今までと似て非なる環境に突然置かれた形となったケイたちは、不審を抱く事態をさらに目の当たりにする。本体を持たない架空の市民「ライフゴースト」という新たな存在と、全ての市民が一斉に死亡したうえに翌日平然と暮らしていた光景であった。後者の光景は現実空間とイデアスペース空間の両方で発生しているうえ、そのような状況でも追っ手をかける中央管理局に対し、ケイの仲間の中には本格的に中央管理局と敵対する者も出る。
そして、非常事態は中央管理局にも及ぶ。かつてノイズと呼んでいた者たちよりはるかに強大な悪魔が本部に襲い掛かり、中央管理局の構成員も多くが重傷を負う。この機会にケイたちは中央管理局を相手に、一連の不審な事態の真相を尋ねるべく本部へと突入し、そこで事件の全貌を知ることとなる。地下都市で大洪水により絶滅した人類が現在生きている理由、悪魔たちがイデアスペース空間にたびたび現れる理由、本体を持たないライフゴーストがイデアスペースに必要とされている理由、そしてケイたちを執拗に始末しようとした理由に全ての疑問を紐解く答えを知らされたケイたちは、今や不自然な形で生き延びている人類と、その生存の鍵を握る中央管理局および、自分たちの未来を決める選択に迫られる。

## システム
戦闘
本作ではリアルタイム・フルオートで進行する戦闘システムが採用されている。プレイヤーはあらかじめ戦闘時の行動を大まかに指定することができ、キャラクターはそれにしたがって行動を起こす。なお、戦闘時の行動を直接指定することもできるが、1ターン目の行動を厳密に指定することはできないため、その行動をうまく制御することが重要となる場合がある。主人公が瀕死（HPが0）になった時点でゲームオーバーとなる。
RTS
ストーリー上でハッキングを行う際には、リアルタイムストラテジー（RTS）と呼ばれる戦闘システムが採用されており、移動もリアルタイムで行われている。
宝石
本作では経験値の概念はなく、主人公のレベルは装備している宝石によって決定される。また、宝石には「容量」が設定されており、その大小によって連れて歩く仲魔や装備が制限される。
邪教の館
邪教の館では仲魔の合体の他に、仲魔の容量の圧縮や仲魔の暗号化、モジュール化、プラグイン化等を行うことができる。モジュール化・プラグイン化を行うことにより、仲魔に好きな能力を付加することができる（モジュール合体）。また、仲魔がこれまでに倒した敵の種類に応じて、種族シフトと呼ばれる特殊な変化を起こすこともできる。
フルポリゴン
完全3Dに変更されたため、移動画面や戦闘画面でも味方パーティが表示される。

## 真・女神転生 NINE オンライン対応版
当初はネットワーク対応と発表されていたが、2002年7月の発表でスタンドアローン版とオンライン対応版の2種類を発売する計画に改められた。
そして、2002年12月にスタンドアローン版が販売されたものの、2003年8月にXboxからのオンライン対応版が発売中止となり、今後はPCでの展開が正式に発表された。
なお、オンライン対応版を引き継ぐ形で完全新作のオンラインゲーム『真・女神転生IMAGINE』がWindows XP用のMMORPGとして開発された。

## 登場人物

### メインキャラクター
アズマ ケイ（デフォルト名/変更可）
本作の主人公。性別と服装と髪型と肌色の選択は可能（服はショップで購入可能）。父親はICBMで亡くしており、母親のミエコと妹のエミの三人で地下都市に暮らしている。また、ペットの犬であるパスカルを飼っている。
バラキ、スミレと共にイデアスペースに潜っている時、ノイズに襲われていた子供を助け出したことから中央監理局のデバッカーであるムビオラ、ミランダにスカウトされて自身もデバッカーとなる。それをきっかけに世界と人類の運命を左右する事件に関わることになる。
パートナーは主人公と同じ性別のキャラは青年、違うサイドのキャラは少年・少女（後に成長した姿）となる。
カオスのパートナー
主人公と同じくスカウトされてデバッカーになるが、中央監理局やムビオラ、ミランダに反発している。
バラキ
オールバック気味に逆だった赤い髪と褐色肌が特徴。熱血漢だが、短気で感情的になりやすい性格でプライドも高い。自己防衛のために攻撃的な言動が目立つ上に個人的な感情で行動しがちで周囲に気を配る余裕がない。また、見下されることを嫌っている。
最終的にカオス側となり、「デビルバラキ」として主人公に立ち塞がる。
スミレ
ややピンク寄りの赤い髪を三つ編みが特徴。裕福な家庭に生まれており、好奇心旺盛で良くも悪くも自分に正直な性格（善悪の判断基準も自分の好みによる）。それ故によく言えば純粋、悪く言えば柔軟性がないタイプで好みがはっきりしており、好きなものはとことん且つのめり込むほど好き、嫌いになったものは心底嫌い。
興味を持ったり共感したものに対しては後戻りが効かなくなる危険性を秘めるほどで、そこを突かれれば洗脳されやすいともいえる。
最終的にカオス側となり、「デビルスミレ」として主人公に立ち塞がる。
ロウのパートナー
中央管理局のデバッカーで、常に冷静で的確な行動を取っている。同性のキャラはバラキ、スミレのパートナーとして、異性のキャラは主人公のパートナーとして登場する。
ムビオラ
真ん中分けの水色のボブヘアが特徴。ネオメシアの秩序を重んじる人物。決断力に優れ、頼りがいのある人物で危険な行為はなるべく避けて通ろうとしているらしく、話し合いで物事を決める温厚な性格をしているが、その反面いざという時には強引に物事を進める。
ミランダ
長い薄水色のロングヘアが特徴。自分の感情より周囲の協調を重視する人物。何事に対しても冷静な性格。正義感が強く社交的で物事に柔軟に対応でき、他人の幸せを第一に考えている。遠慮のない物言いや相手を逆撫でるような発言を平気でするので、棘のある性格だと思われがち。

### サブキャラクター
アズマ エミ
主人公の妹。飛び級で私立女子高校に通っている天才。主人公の性別によってはスミレの同級生として登場する。ケイの選択肢によっては彼女を生存させることが出来る。
アズマ ミエコ
アズマ兄妹・姉妹の母親であり、夫亡き後は女手一つで育ててきた。終盤にとある施設のカプセルにて保管された姿で主人公と再会する事になる。
フェリス
中央管理局の女性総長。短い水色髪と無機質感のある顔が特徴。主人公とバラキ、スミレをデバッカーに推薦し、ノイズの発生やテロ対策に手を尽くしている。のちにある事情により、彼女とは敵対関係となる。
ツヅミ
中央管理局の男性局長。七三分けに顎髭とコートの渋おじ系。デバッカー達に様々な指令を与える。ある事情により、彼とは最も多く刃を交えることになる。ケイの選択肢によっては彼とも共闘できる。
セリ
中央管理局のデバッカー。主人公の選択した性別と同じ性別になる。ライブに表れたノイズに負傷させられて意識不明になる。その後は回復しており、デバッカーに復帰する。
実はガイア教によって中央管理局に送り込まれたスパイであり、正体を明かした後はケイ達と戦うも敗北した。
ハヤシ
何かと主人公の邪魔をする人物。実はガイア教の実行部隊の一人。イデアスペース内にノイズを発生させるなどのテロ活動を行っていた。のちに主人公と関わる事になる。
シキ
自称「力を失った天使」。正体は「大天使 サリエル」。ある目的を達成するため、主人公たちを導く。
ナイトウ
ガイア教を導く謎の人物。正体は「堕天使 ラグエル」。ただし、その行動原理にはガイア教の教義とは異なっている。
スティーブン
シリーズを通して登場する車椅子に座っている男性。本作では水色のスーツを着ている。主人公達の危機を救い、優れた頭脳で力を貸す。
マリア
メシア教のメインコンピュータである聖母。ルートによっては敵にも味方にもなる。Lawルートでは最後の仕事として人類の絶滅を画策するヤルダバオートを倒す事を依頼してくる。
ルシファー
今作では魔界の氷壁に封印されている堕天使。Chaosルートで氷壁にデザイアディスクを投げつける事で復活する。
ケイの選択したルート次第では戦闘を回避出来る。Chaosルートでは最後の仕事として魔王の的であるヤルダバオートの討伐を依頼してくる。
花屋の美女 / ソフィア
新宿の花屋に勤める女性。その正体はグノーシス主義の「女神 ソフィア」。ケイの属性次第では正体を明かさないままストーリーが終わることもある。Neutralルートでは彼女に導かれて天界へ行き、ヤルダバオートを倒す事になる。
ヤルダバオート
本作の最終ボス。宇宙空間に砂と柱のある部屋の奥で鎮座している神。Lawルートでは人類の絶滅を防ぐ為、Chaosルートでは魔王の敵として、Neutralルートでは導かれた先で戦う事になる。戦いの最中は形態変化をしながらメギドラオンを撃ってくる。

## 用語
中央管理局
現実やイデアスペースを管理する団体。イデアスペース内では東京都庁に拠点を置く。
イデアスペース
中央管理局が作成した仮想空間。1990年代の東京を再現した雰囲気となっている。
ナビ
中央管理局から利用者に一体ずつ与えられた悪魔型ナビゲーション・プログラム。主人公はナビを仲魔の中から一体、自由に選択することができる。ナビは聞き込みを行ったり容量、マグネタイトの消費を抑えたりするなど、様々に主人公を補助する。
ノイズ
イデアスペース内に発生する悪魔の形をした謎の存在。プログラムのバグであると中央管理局は主張している。
デバッカー
中央管理局が結成した警備部隊。意味は「デバッガー+ハッカー」。
ドール化
イデアスペースで利用者が死亡するなど大きなショックを受けた場合、その人の精神が現実世界でも破壊されてしまう現象。そのため、ノイズの放置は大変危険である。
地下都市・海上都市
現実世界で人々が生活している場所。ゲーム開始時点では人々は地下都市で生活を送っているが、とある事件から海上都市で生活するようになる。

## スタッフ
- エグゼクティブプロデューサー - 岩田松雄
- プロデューサー - 岡田耕始
- ディレクター - 境一憲
- メインシナリオライター - 清水信宜
- ライター - 小峰徳司、石川雅之
- デビルトークライター - くりはらゆみこ、外山豊
- キャラクターデザイン - 梅津泰臣
- デジタルデビルデザイン - 金子一馬
- メインプランナー - ふなこしやすし
- メインプログラマー - よしだあきひろ
- アートディレクター - 伊藤芳樹
- サウンドディレクター - 緒方貴宏
- サウンド - 黒川真毅、土屋憲一

## 評価
ゲーム誌『ファミ通』の「クロスレビュー」では、9・8・7・7の合計31点（満40点）でシルバー殿堂入りを獲得した。

## 小説版
小説『真・女神転生NINE』は富士見書房の富士見ミステリー文庫より2003年3月に発売された。作者は実弥島巧、イラストは岩崎美奈子。